# Kriminalkommissær Barnaby
 Der er for få eller ingen kildehenvisninger i denne artikel, hvilket er et problem. Du kan hjælpe ved at angive troværdige kilder til de påstande, som fremføres i artiklen.

Kriminalkommissær Barnaby (originaltitel: Midsomer Murders) er en populær britisk tv-serie. Den er blevet sendt siden 1997 på den britiske kanal ITV1. Det er et detektivdrama, som fokuserer på hovedpersonen kriminalkommissær Tom Barnaby (John Nettles) og hans arbejde med at løse forskellige mysterier der finder sted i det fiktive engelske grevskab Midsomer. I de senere sæsoner er Tom Barnaby gået på pension, og hans fætter John Barnaby (Neil Dudgeon) er hovedpersonen. Serien er baseret på en række bøger af forfatteren Caroline Graham og bearbejdet til tv af Anthony Horowitz.

## Medvirkende
- John Nettles – Kriminalkommissær Tom Barnaby (1997-2011)
- Neil Dudgeon – Kriminalkommissær John Barnaby (2000, siden 2010)
- Daniel Casey – Kriminalassistent Gavin Troy (1997-2003 og 2008)
- John Hopkins – Kriminalassistent Dan Scott (2004-2005)
- Jason Hughes – Kriminalassistent Ben Jones (2005-2013)
- Gwilym Lee – Kriminalassistent Charlie Nelson (2013-2016)
- Nick Hendrix - Kriminalassistent Jamie Winter (2016-?)
- Kirsty Dillon – Kriminalbetjent Gail Stephens (2007-2011)
- Jane Wymark – Joyce Barnaby (1997-2011)
- Fiona Dolman – Sarah Barnaby (siden 2011)
- Barry Jackson – Dr. George Bullard (1997-2011)
- Laura Howard – Cully Barnaby (1997-2000 og 2003-2011)
- Tamzin Malleson - Dr. Kate Wilding (2011-2015)
- Madeline Charlotte Dolman - Betty Barnaby (siden 2014)

### Personer
Kriminalkommissær Tom Barnaby arbejder for Causton CID (The Criminal Investigation Department). Det er ham, som behandler langt de fleste af de mord, der sker i Midsomer. Han er tålmodig og tolerant, og hans undersøgelser er metodiske og fair. Han lever med hustruen Joyce og datteren Cully. I episoden Blue Herrings finder vi ud af, at hans forældre er døde, men vi hører dog kun noget om moderen. I den samme episode møder vi hans moster Alice Bly, som han er meget glad for. Joyce og Cully indgår tit forbindelser med dem, Barnaby møder.
Kriminalkommisær John Barnaby bliver forflyttet fra Brighton til Causton CID og overtager jobbet som kriminalkommissær i Midsomer efter sin fætter, kriminalkommissær Tom Barnaby, der har valgt at gå på pension. John har en universitetsgrad i psykologi; det brød kriminalassistent Jones sig i begyndelsen ikke om. - Men på trods af en halvdårlig begyndelse som kolleger, udfører John og Jones alligevel et effektivt stykke arbejde og udgør tilsammen et formidabelt team. John bor i et hus på landet sammen med sin kone Sarah, datteren Betty og deres hund Sykes.
Kriminalassistent Gavin Troy Tom Barnabys første assistent er den, han har arbejdet sammen med i længst tid. Troy er fra egnen og gik i folkeskolen i Causton. Han er meget ung af en detective sergeant at være – noget som kommenteres løbende i serien. Han er en intelligent og ambitiøs detektiv, men det er stort set altid Barnaby, der løser mysteriet. Det sker tit efter at Troy er kommet med forkerte løsningsforslag. Troy lader til at være mindre tolerant end Barnaby. Han siger tit noget politisk ukorrekt, specielt viser han foragt for homoseksuelle. Han er også kendt for at komme med bemærkninger på de mest uhensigtsmæssige tidspunkter. Troy forsvandt ud af serien ved at blive forfremmet til vicekriminalkommissær i Middlesbrough i begyndelsen af sæson 7. Hans forhold til Barnaby har tilsyneladende altid været godt, og de udgjorde et formidabelt par. Troy var inviteret til Cullys bryllup i sæson ottes Blood Wedding.
Joyce Barnaby er Tom Barnabys hårdt prøvede kone. Hun er enormt tolerant overfor sin mand, trods hans arbejdsnarkomani. Han tilbragte deres hvedebrødsdage med at løse mysteriet om »Pimlico Poisoner«. Det tyder på, at de mødtes i London, hvor de begge muligvis har boet og arbejdet. Joyce er en venlig kvinde, der kan lide at blive involveret i lokalsamfundet. Hun havde længe et ønske om at flytte fra deres hjem i Causton til en af de maleriske Midsomer landsbyer – kun for at droppe ideen pga. de grusomme mord, der bliver begået der.
Cully Barnaby er Tom og Joyces eneste barn. Hun fik sit navn fra en landsby ved Genevesøen i Schweiz, hvor hun blev undfanget på forældrenes bryllupsrejse. Hun er en nysgerrig og modig ung kvinde, som synes at have arvet mange af hendes forældre venlige holdninger til lokalsamfundet. Tidligt i serien gik hun på Cambridge University, hvor hun studerede drama. Hun havde også en kæreste, Nico. Dette fungerede ikke, og hun vendte hjem til sine forældre. Hun er skuespiller, men tager ofte hjem for at hvile ud mellem jobbene. Her tager hun forefaldende arbejde. Det gør, at hun ligesom sin mor tit bliver involveret i mordsager. Hun småflirter med alle Barnabys assistenter, men bliver gift med Simon Dixon i Blood Wedding. Hun mødte ham i en tidligere episode, Axeman Cometh. Hendes sidste optræden er i episoden The Magican's Nephew.
Sarah Barnaby er John Barnabys kone og er ansat som inspektør på den lokale folkeskole. I modsætning til Joyce Barnaby har Sarah en fuldtidskarriere, og hun interesserer sig ikke rigtigt for sin mands arbejde. John og Sarah er lykkeligt gift, har datteren Betty og hunden Sykes.
Kriminalassistent Dan Scott er lidt mere hovmodig end sin forgænger, Gavin Troy. Han er fra London og er ikke så begejstret for Midsomer. Hans forhold til Barnaby var ikke godt, men det blev bedre. Barnaby afviser Scotts metoder at gøre tingene på, og Scott må modstræbende respektere Barnabys måder. I episoden The Straw Woman udvikler Scott interesse for en kvinde, som senere bliver myrdet. Denne episode er bemærkelsesværdigt for Barnabys manglende sympati med Scotts situation.
Kriminalassistent Ben Jones er Tom Barnabys tredje assistent og John Barnabys første. Modsat Gavin Troy og Dan Scott blev han introduceret til serien som kriminalbetjent, mens de andre to var kriminalassistenter fra begyndelsen af deres tid hos John Barnaby. Men han fik denne forfremmelse i episoden Last Year's Model. Jones er mindre naiv end sine forgængere; det hænger måske sammen med hans kendskab til lokalområdet, som hverken Troy eller Scott kunne leve op til. I en episode i januar 2007 spiller Frimurerlogen en væsentlig rolle, hvor det er Jones, der bidrager med diverse forklaringer om frimurernes ritualer og værdighedstegn. Han deltager selv i et møde.
Doktor George Bullard er retsmediciner i Causton og arbejder derfor tæt sammen med Barnaby. Han går op i sit arbejde med en faglig dygtighed og et godt humør. Derudover er han og hustruen Cathy gode venner af familien Barnaby. Han har været med fra begyndelsen, med undtagelse af kort tid, hvor Toby Jones overtager rollen som retsmediciner. I de senere sæsoner spiller han en større rolle i plottet, fx i episoden Death in a Chorus, hvor han synger i kor sammen med Joyce Barnaby.
Kriminalassistent Charlie Nelson bliver John Barnabys anden assistent efter kriminalassistent Ben Jones.
Kriminalassistent Jamie Winter er John Barnabys tredje (og nuværende) assistent

## Produktion
Optagelserne startede i efteråret 1996. Den første episode blev sendt i Storbritannien i marts 1997. Størstedelen af de første episoder blev skrevet af Anthony Horowitz ved hjælp af romanforlæggene af Caroline Graham. Horowitz arbejdede sammen med producenterne Betty Willingale og Brian True-May resten af serien.
I begyndelsen af 2009 meddelte John Nettles, at han ville stoppe efter sæson 13's otte episoder ved udgangen af 2010. Herefter overtog Neil Dudgeon.

## Episoder
Siden det første afsnit i marts 1997 er der blevet sendt 126 episoder med sæson 21. Episoderne inden for en enkelt sæson kunne blive sendt med flere måneders mellemrum.
- Sæson 1 (1997)
- Sæson 2 (1998)
- Sæson 3 (1999)
- Sæson 4 (2000)
- Sæson 5 (2001)
- Sæson 6 (2002)
- Sæson 7 (2003)
- Sæson 8 (2004-2005)
- Sæson 9 (2005-2006)

- Sæson 10 (2006-2008)
- Sæson 11 (2008-2009)
- Sæson 12 (2009-2010)
- Sæson 13 (2010-2011)
- Sæson 14 (2011-2012)
- Sæson 15 (2012-2013)
- Sæson 16 (2013-2014)
- Sæson 17 (2014-2015)
- Sæson 18 (2015-2016)
- Sæson 19 (2016-2018)
- Sæson 20 (2019-2020)

## Filmlokationer
Populære optagelsessteder for Kriminalkommissær Barnaby er Beaconsfield, Amersham, Great Missenden, The Lee, Wendover, Stoke Poges, Princes Risborough, Turville, Long Crendon, Penn, Marlow, Denham, Bledlow, The Ashridge Estate, Aldbury, Little Gaddesden, Chesham, Latimer, Chenies, Hambleden, Haddenham og Waddesdon, i Buckinghamshire. Wallingford, Henley på Thames, Nettlebed, Islip, Dorchester, Waterstock, Little Haseley, Stoke Talmage, Stonor, og Aston i Oxfordshire, Chipperfield, Flaunden, Bulbourne, Hadley Wood, og Sarratt i Hertfordshire.

## Bøger
Følgende bøger har forbindelse til serien:
- Caroline Graham: The Killings at Badger's Drift, 1987.
- Caroline Graham: Death of a Hollow Man, 1989.
- Caroline Graham: Death in Disguise, 1993.
- Caroline Graham: Written in Blood, 1995.
- Caroline Graham: Faithful unto Death, 1998.
- Caroline Graham: A Place of Safety, 1999.
- Caroline Graham: A Ghost in the Machine, 2004.
- Jeff Evans: Midsomer Murders: The Making of An English Crime Classic, 2003.